# 지중해 요리

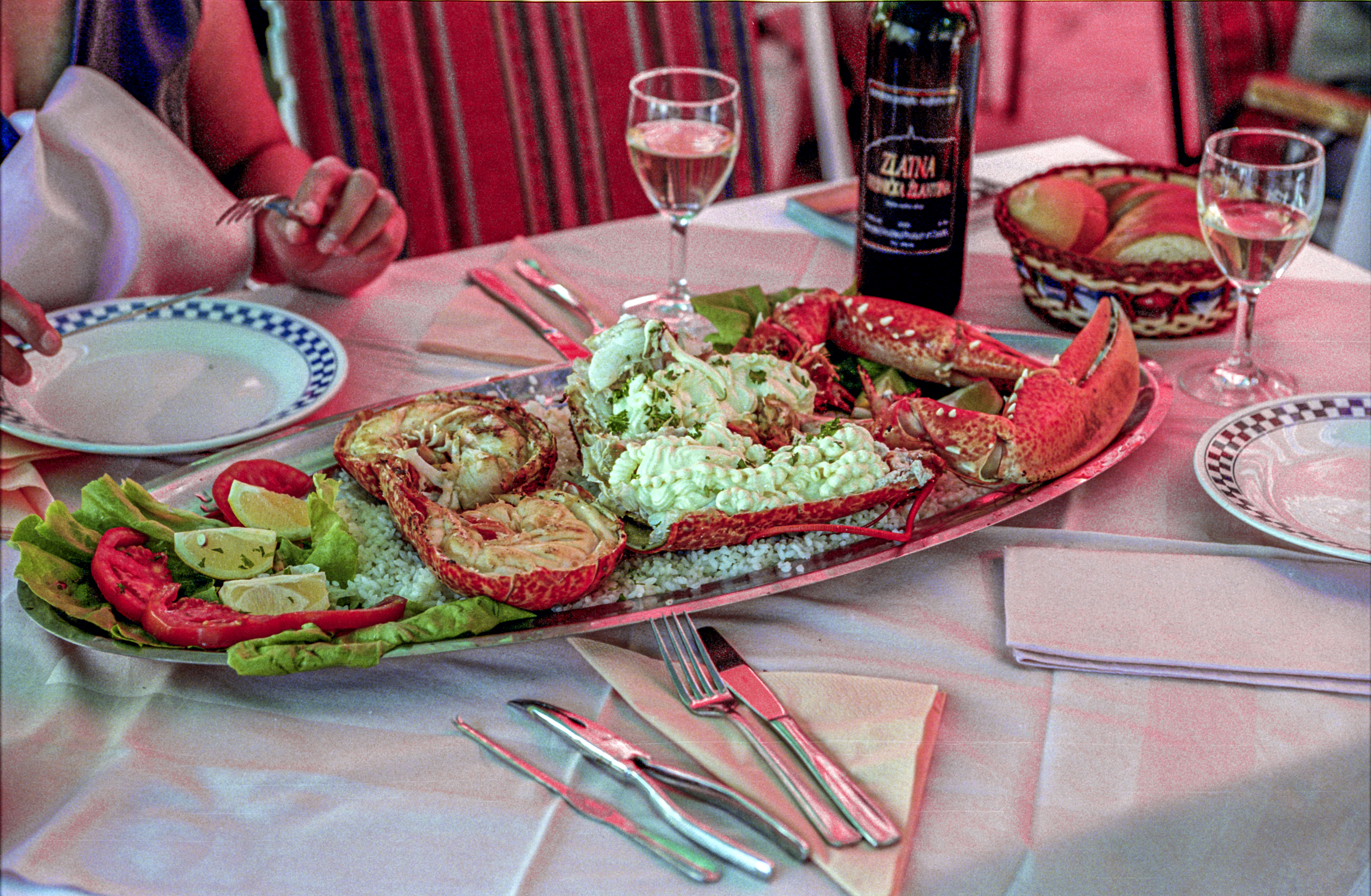
두브로브니크의 랍스터 요리

지중해 요리(地中海料理)는 지중해 지역에서 나는 요리이다. 올리브 오일, 마늘 등을 사용한 요리가 많으나 나라나 지역별로 차이가 있다. 남유럽 요리(발칸 요리), 서아시아 요리(레반트 요리), 북아프리카 요리(마그레브 요리) 등을 포함한다.

## 목록
지중해 해안을 시계방향대로 따라가면 다음과 같다.
- 스페인 요리
  - 안달루시아 요리
  - 무르시아 요리
  - 발렌시아 요리
  - 카탈루냐 요리
  - 발레아레스 제도 요리
- 지브롤터 요리
- 프랑스 요리
  - 프로방스 요리
  - 옥시타니아 요리
  - 코르시카 요리
- 모나코 요리
- 이탈리아 요리
  - 시칠리아 요리
- 몰타 요리
- 슬로베니아 요리
- 크로아티아 요리
- 보스니아 헤르체고비나 요리
- 몬테네그로 요리
- 알바니아 요리
- 그리스 요리
- 키프로스 요리
- 터키 요리
- 시리아 요리
- 레바논 요리
- 팔레스타인 요리
- 이스라엘 요리
- 이집트 요리
- 리비아 요리
- 튀니지 요리
- 알제리 요리
- 모로코 요리

지중해에 접하고 있지 않지만 "지중해 요리"로 분류되는 요리는 다음과 같다.
- 북마케도니아 요리
- 불가리아 요리
- 세르비아 요리
- 안도라 요리
- 요르단 요리

## 같이 보기
- 지중해 식단